# AirPlay (Apple)
Pour les articles homonymes, voir Airplay.
AirPlay est un protocole réseau de communication sans fil développé par Apple qui permet la diffusion en continu, entre appareils, de fichiers audio et vidéo, des écrans d'appareils et des photos, ainsi que des métadonnées correspondantes. À l'origine, ce protocole est uniquement implémenté dans les logiciels et les appareils d'Apple ; il s'appelle AirTunes et n'est utilisé que pour l'audio. Depuis, la firme accorde des licences pour la technologie AirPlay en tant que composant logiciel tiers aux fabricants qui conçoivent des produits compatibles avec ses appareils.

## Présentation
En 2004, Apple introduit AirTunes en tant que nouvelle fonctionnalité d'iTunes 4.6. Cette fonction permet de diffuser de la musique en continu sur un réseau vers un AirPort Express, équipé d'une prise audio analogique-numérique de 3,5 mm pour les haut-parleurs ou d'autres appareils audio,. Avec le lancement d'iOS 4.2, la société présente une nouvelle version de la technologie AirTunes, désormais appelée AirPlay,.
AirPlay 2 est annoncé lors de la conférence annuelle WWDC le 5 juin 2017. Sa sortie est prévue en même temps que celle d'iOS 11 au troisième trimestre 2017 mais est reportée à juin 2018. Par rapport à la version originale, AirPlay 2 améliore la mise en mémoire tampon, ajoute la diffusion audio en continu vers des haut-parleurs stéréo, permet d'envoyer de l'audio à plusieurs appareils dans différentes pièces et de contrôler par le Centre de contrôle, l'app Maison ou Siri, une fonctionnalité qui ne pouvait être obtenue auparavant qu'en utilisant iTunes sous macOS ou Windows.

## Protocole
AirPlay et AirTunes fonctionnent sur un réseau local, soit par Wi-Fi, soit par réseau Ethernet. À l'origine, les appareils doivent être connectés au même réseau, mais depuis fin 2017, les appareils peuvent opter pour l'utilisation de Wi-Fi Direct, ce qui leur permet de se connecter sans réseau local.

### Mode miroir
Lors de la conférence WWDC de 2011, Steve Jobs, PDG d'Apple annonce le mode miroir, une fonctionnalité d'iOS 5 permettant à l'utilisateur de diffuser l'écran d'un iPad 2 vers un téléviseur sans avoir besoin de câbles.

### Recopie de la vue (visionOS)
Sur Apple Vision Pro, la fonctionnalité Recopie de la vue utilise AirPlay pour permettre d'afficher la vue de l'utilisateur dans le casque sur un autre appareil, comme un iPhone, un iPad, un Mac ou un Apple TV.